# Distretto di Kandıra
Il distretto di Kandıra (in turco Kandıra ilçesi) è uno dei distretti della provincia di Kocaeli, in Turchia.